# Meløya
Meløya est une île de la commune de Meløy , en mer de Norvège dans le comté de Nordland en Norvège.

## Description
L'île de 21,8 km2 L'île se trouve à l'est de l'île de Bolga, au nord de l'île d'Åmøya et à l'ouest de l'île de Mesøya, sur la côte du Helgeland. L'île  n'est accessible que par bateau et il existe des liaisons régulières en ferry vers les villages voisins de Bolga, Støtt, Vassdalsvik et Ørnes.
La partie ouest de l'île est relativement plate et compte de nombreuses fermes. Le village de Meløy est situé dans cette zone et c'est le principal centre de population de l'île. Meløy Church (en), datant de 1867, est située dans le village de Meløy. Il était le centre administratif de la municipalité de Meløy jusqu'en 1952, date à laquelle il a été déplacé vers le village d'Ørnes sur le continent. La partie orientale de l'île est montagneuse et dominée par le Meløytinden, haut de 582 mètres.

## Galerie

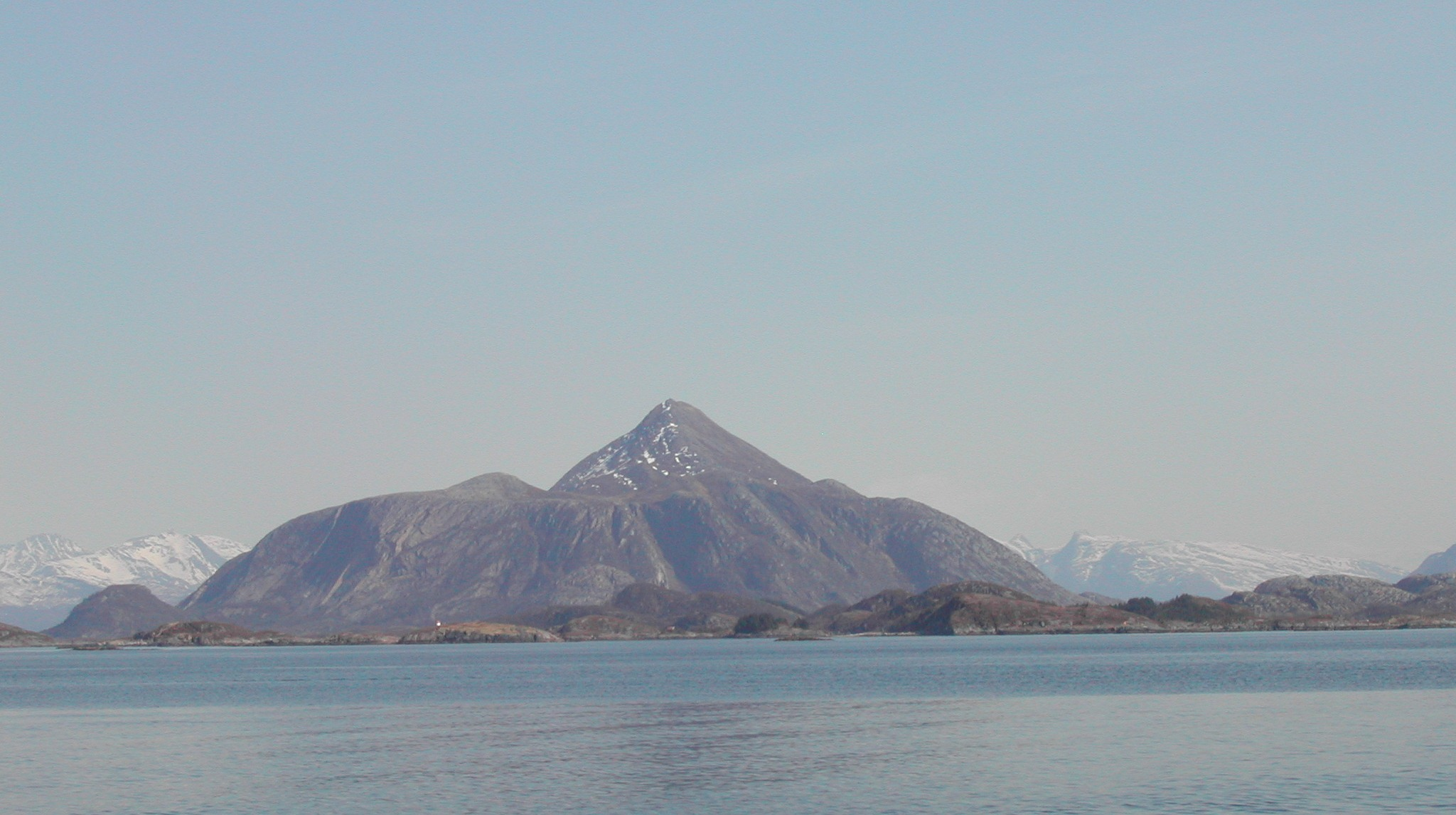
Meløya
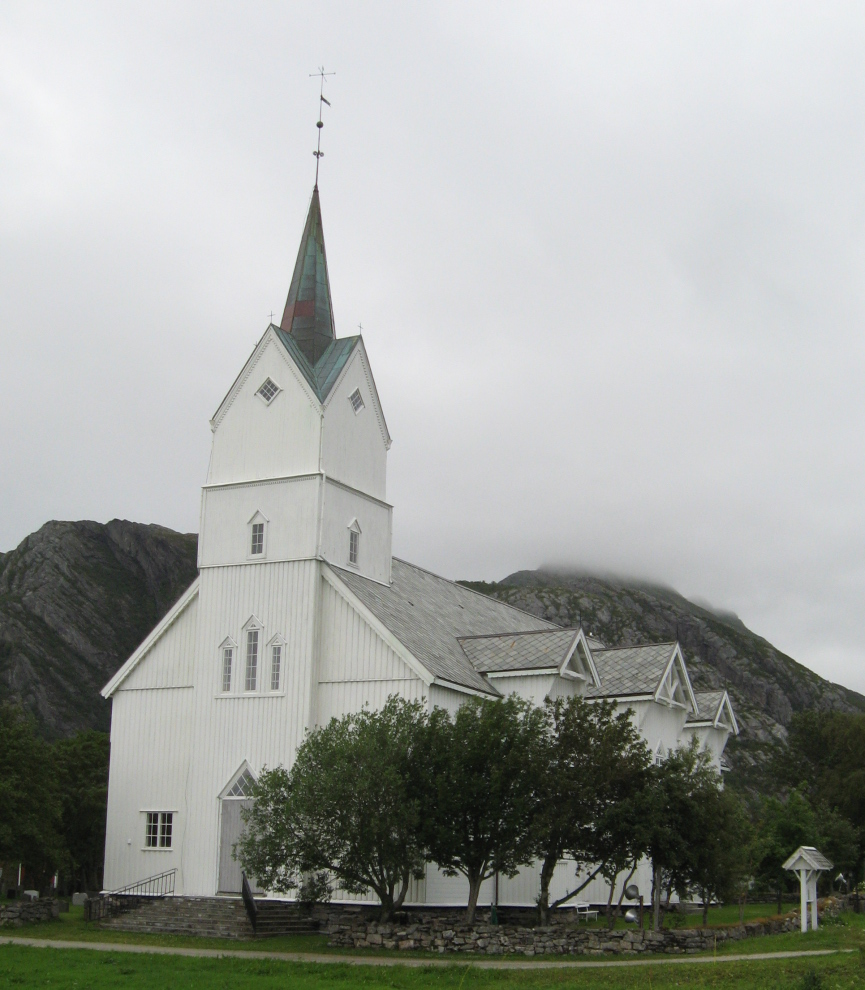
Eglise de Meløy